# Личность в истории
Личность в истории — совокупность представлений о месте человека в течение исторического времени и пространства, в частности, о её коллективных, групповых и персональных ролях, общественных, профессиональных, семейных практиках, реальных и возможных жизненных сценариях, связанности конкретной личности с известными событиями, явлениями, процессами, фактами и тому подобное.

## Первоначальное осознание
Первоначальное осознание места человека в древности опиралось почти исключительно на мифологическую основу, в частности, освещало и фиксировало устоявшиеся социальные практики: божественное назначение фараонов и других правителей государств Древнего Востока; посредничество между богами и людьми, которое отводилось касте или слою жрецов; определение службы властителям должной только чиновникам и воинам (например, известны древнеегипетские поучения ученикам писцов, в которых обосновывалось привилегированное положение писца в тогдашнем обществе), а несвободного труда — рабам. При этом человек выступал лишь как наименьшая частица неделимого социального целого древневосточных обществ. Впрочем, даже мифологическое сознание наделяло ряд легендарных или полулегендарных персонажей исключительными способностями и особым назначением (Гильгамеш, Прометей), выражало начальное понимание изменчивости человеческих ролей на сцене истории.

## Эпоха античности
Существенный перелом в историческом сознании произошел в эпоху античности, в частности во времена Древней Греции. Насыщенная и богатая «пространственная история» более 600 государственных образований в пределах относительно небольшого пространства и времени (считают, что только Аристотель с группой учеников изучал состояние 158 государств), быстротечность политического бытия (от монархии к демократии или, наоборот, от демократии к олигархии), чрезвычайная интенсивность культурной и духовной жизни привели к формированию античного типа человека — гражданина, которому было присуще разнообразие социальных ролей. Поэтому личность, хоть и рассматривалась как часть античного Космоса, однако уже воспринималась как самодеятельное существо. Следовательно, предопределённость привычных сценариев бытия заметно трансформировалась, поскольку всё больше ассоциировалась с персональными качествами и чертами той или иной личности, её действиями и поступками, которые осуждались или, наоборот, воспевались, признавались образцовыми, достойными подражания в письменной традиции. Например, с деяниями стратега Перикла часто отождествляют всю эпоху высшего расцвета афинской демократии — «времена Перикла» («век Перикла»). В то же время жизненные сценарии личности связывались с определёнными социо- и этнокультурными измерениями, которые отражали конфликты эллинского и варварского миров, политических и культурных традиций, общественных практик и тому подобное. К примеру, известно описание Геродотом убийства скифами своего царя Скила, который позаимствовал древнегреческие обычаи и тем самым попрал местную культуру. Смесь культурных традиций в эпоху эллинизма и римской эпохи заметно изменила привычные жизненные сценарии личности, которая иногда достигала вершин власти с самых низких слоёв. Так, будущий римский император Гай Аврелий Валерий Диоклетиан был сыном вольноотпущенника, то есть раба, которому подарили свободу. В эпоху античности сформировались и определённые каноны освещения деяний выдающихся личностей, как правило, императоров, царей, правителей. Например, Плутарх своими знаменитыми сравнительными жизнеописаниями и Гай Светоний Транквил трудом о жизни цезарей внесли в письменную традицию моралистические рассуждения, поучительные экскурсы, эстетические зарисовки, патетические включения, анекдотические подробности и т. п.

## Влияние христианства
Новую систему координат по осмыслению места и роли личности в истории ввело христианство. Собственно, христианство разделило мир истории на Божий и человеческий уровни: сакральное, священное и обыденное, профанное; в частности, трансформировало само историческое сознание, которое стало теоцентричным. Жизненный путь личности рассматривался, толковался и оценивался из сакральных канонов. Поэтому появился особый вид церковной литературы — агиография — жизнеописания канонизированных светских и духовных лиц, сопровождавшиеся христианскими поучениями, молитвами и прочим. В частности, на территории Киевской Руси распространялись как переводные византийские и южнославянские агиографии (Феодора Студита, Стефана Сурожского, Иоанна Готского и др.), так и местные жития князей Бориса и Глеба, великого князя киевского Владимира Святославича, великой княгини киевской Ольги, Феодосия Печерского и др. В конце концов, сущность средневекового человека видели в той доле духовного, Божьего огня, которая преодолевает пределы телесной оболочки и освящает её. В эпоху средневековья существенно сузилась версиальность жизненных сценариев тогдашней личности, которая в значительной степени зависела от его места в сословной иерархии. На первый план выдвинулись фигуры европейских монархов, зажиточной аристократии, высших слоёв духовенства, деяния которых наиболее полно освещались в летописной традиции. Зато низшие сословия населения заняли положение «молчаливого большинства» (термин российского медиевиста А. Гуревича), имена некоторых представителей которой лишь эпизодически и случайно попадали в анналы, хронографы и летописи.

## Эпоха Возрождения
Новый перелом исторического сознания произошел в эпоху Возрождения, которая отличалась становлением индивидуальности в культуре и духовности, которая стремится выразить свое «Я». Заодно распространились рефлективные компоненты социогуманитарного знания, благодаря которым человек стремился постичь индивидуальные действия и коллективные реакции на авансцене истории, в частности их ретроспективность, различие разных исторических эпох (Ф. Бьондо, Л. Валла, Ф. Гвиччардини, Н. Макиавелли и др.). Более того, назначение истории, наряду с философией и риторикой, видели в том, чтобы воспитывать, развивать личность. Поэтому личность предстала как духовная и культурная сущность, логично и рационально мыслящая и занимающая определённое положение в обществе, то есть является человеком социальным. Одновременно возникло групповое сознание интеллектуалов эпохи Возрождения, которое соединяло общие культурные, духовные и мыслительные компоненты сознания. Считают, что само понятие «личность» появилось в Западной Европе не ранее XVII века как следствие осознания социальной и духовной природы человека, точнее, её социальных и культурных практик. В России этот термин ввел историк Н. Карамзин.

## Эпоха Просвещения
В эпоху Просвещения человек воспринимался в контексте естественно-правового мышления, в частности универсального ума и натуралистического права. Поэтому выдающиеся фигуры прошлого рассматривались с перспективы моралистических примеров или прагматических стратегий поведения, поскольку история должна была стать своеобразной учительницей жизни. Поэтому внимание известных просветительских мыслителей и интеллектуалов сосредотачивалась на проблемах жизни отдельной личности, либо на идеальных задачах всего человечества. Зато неповторимые явления и противоречивые фигуры прошлого в основном оставались вне пределов рационалистического историописания. Однако позднепросвещенческие идеи приподняли вековые устои сословного и иерархического общества. Они привели к дискуссиям относительно конфликта «естественного состояния» с цивилизацией, то есть первобытного человека и развивающейся личности, распространения идеалов персональной автономии, общественной среды человеческого бытования, народоправления (демократии) и др. В целом, просветительская критика была направлена против обскурантизма, невежества, предрассудков, схоластических догматов, с которыми связывались моральные добродетели человека (к примеру, чрезмерного аскетизма). Зато поддерживалось мнение о личных заслугах как критерия чести и достоинства человека-гражданина. Собственно, Просвещение взлелеяло идеал «просветительского обладателя». Сторонником таких взглядов был известный русский церковный деятель Феофан (Прокопович). В конце концов благодаря просветительским идеям средневековый подданный превратился в гражданина. И рецепция исторического Человека во времени и пространстве, в рамках просветительского миропонимания, характеризовалась однообразием и схематизмом представления, например, такой была его идея космополитизма. Впрочем, уже в пределах позднепросветительского рационализма вызревал скептицизм относительно представлений об однородности человеческой природы как части общего универсума, который представляли преромантики Й-Г. Гердер, Ж.-Ж. Руссо и др.

## Посленаполеоновское время
В посленаполеоновское время европейской истории распространился романтизм, который продуцировал перенос приоритетов из самодовлеющего культа Разума на своеобразие и множественность культурно-национальных укладов жизни, с апологии неизменности существования исторического человека на повсеместный колорит места и времени, свойственный каждой эпохе, а, соответственно, и личности. И самое главное — в поле романтических систем миропонимания оказался человек с разнообразными и уникальными проявлениями национального и социального бытия, самобытными, индивидуальными реакциями, который окончательно разрушил логические и универсальные схемы. Следовательно, в европейскую историографию вошёл новый тип личности — романтический герой, который часто имел некое мессианское назначение: спасти народ от иностранных захватчиков, побороть несправедливость знати, защитить этнонациональную самобытность и тому подобное. Однако, если в просветительских взглядах циркулировала мысль об осознанности действий личности, то в романтическом представлении довольно часто бытовал тезис о её инстинктивных стремлениях, навязывалась доминация колорита места и времени. Примером такого подхода является «История герцогов Бургундских из дома Валуа» французского историка П. де Баранта. Появился и ряд исторических концепций, которые толковали роль истории в личности в соответствующем духе, к примеру, известная визия «культа героев» английского философа Т. Карлейля. Встали вопросы о соотнесении ритма бытия, исторического времени не только с массовым, коллективным героем — народом/нацией, а и с жизнью отдельной личности, её сложными мироощущениями и реакциями.

## Влияние позитивизма
Основополагающую трансформацию представлений о роли личности в истории связывают с волной первого позитивизма О. Конта и Г. Спенсера, которая выдвинула тезис о чрезвычайной вере в силу знания и человеческого разума, якобы способного постичь все тайны природы и общественного развития. Следовательно, жизненные сценарии и социальные практики личности в позитивистском мировоззрении подчинялись логике общих общественных законов или детерминизма. Согласно позитивистским стратегиям действия, в конце концов общественные практики личности должны быть сведены к соответствующим тенденциям, факторам и предпосылкам. К примеру, достаточно распространенным является известный тезис О. Конта об «истории без имён», хотя такая мысль была не очень популярной среди историков-позитивистов.

## Начало XX века
В конце XIX — начале XX века европейская социогуманитаристика вернулась к идеалистическим, иррациональным стратегиям объяснения исторического бытия, а по большому счёту — к интуитивному способу мышления. Произошла персонификация исторических личностей, которые отныне представляли стихийные желания, инстинкты, коллективную волю, эмоциональные переживания определённых социальных общностей в неоромантических визиях истории, что получили невероятную популярность у «негосударственных» или «обиженных» наций.
В 1-й трети XX века социогуманитаристика попала в силовые поля неокантианского и социологического ответвлений, которые существенно изменили палитру представлений о личности и её роль на исторических просторах. Противоположные вариации таких представлений обычно воплощались в концепциях сингуляризма («социального атомизма»), то есть трактовки общества как совокупности личностей, и универсализма («коллективизма»), что толковал общества как сообщества, которые невозможно свести к отдельным личностям. С распространением в 1920-х гг. догматов марксизма и марксизма-ленинизма в СССР перешли к концепту «массового человека», включенного в определённые процессы или явления. Во времена сталинского режима общественные практики личности нивелировались до известной модели «социального винтика» общей системы. После 1945 года распространились философские течения (экзистенциализм, персонализм и др.), ориентированные на всестороннее раскрытие культурного и духовного потенциала личности, в частности, в отношении переоценки её социальных практик, жизненного сценария, в конце концов даже незначительных ролей (так называемых микроролей) на исторических подмостках.

## Середина XX века
На рубеже 1950—60-х гг. мощное влияние на западную историческую мысль произвёл антропологический поворот, который заставил гуманитариев, в частности историков, рассматривать личность в новейших контекстах: конструирование соответствующих институтов и структур, среды бытования и даже сознания, ментальности, иерархии ценностей. Сейчас в западной социогуманитаристике интенсивно дискутируются вопросы, связанные с дискурсивными практиками, ролевыми моделями, стилями жизни личности в постиндустриальную и глобалистскую эпоху, в частности с постмодернистским поворотом. Ситуация постмодерна предопределяет невиданную доселе синхронизацию исторического времени, по крайней мере его субъективных темпоральных измерений. Примером этого является одновременное сосуществование в едином глобалистическом пространстве личности, включённой в различные временные роли: суд шариата и международных космических миссий, джихада и генетических исследований, кастового разделения и тотального космополитизма, связанных с первобытными ритуалами общественных практик аборигенов и пользования сетью Интернет и т. д.